# أ. جاي همر
أ. جاي همر (بالإنجليزية: A. J. Hammer)‏ هو صحفي ومذيع ومقدم برامج إذاعية أمريكي، ولد في 31 أكتوبر 1966 في الولايات المتحدة.

## وصلات خارجية
- الموقع الرسمي